# Ceropegia attenuata
Ceropegia attenuata är en oleanderväxtart som beskrevs av William Jackson Hooker. Ceropegia attenuata ingår i släktet Ceropegia och familjen oleanderväxter. Utöver nominatformen finns också underarten C. a. mookambikae.